# Yūki Ōno
Yūki Ōno (大野 勇樹 Ōno Yūki?) (4 de octubre de 1985) es un luchador profesional japonés, más conocido por su nombre artístico Katsuo.

## Carrera

### Dragon Gate (2005-2008)
El cuarto luchador en graduarse en el Dragon Gate Dojo, Ono debutó en Dragon Gate junto con su compañero Akira Tozawa, enfrentándose ambos sin éxito contra Don Fujii. Tras el combate, Fujii rebautizó a Ono como Katsuo, debido al parecido de Yuki con el personaje de Katsuo Isono de la tira cómica Sazae-san. Tozawa y Katsuo siguieron haciendo equipo, pero con poco éxito, ya que fueron derrotados de nuevo por Fujii y por Magnitude Kishiwada, ambos en solitario. En 2006, los dos se unieron a Kenichiro Arai y Taku Iwasa para formar el grupo Tozawa-juku, con Ono volviendo a su nombre real, aunque siguió usando el nombre de Katsuo en ocasiones en solitario. De acuerdo con el gimmick escolar del grupo, Yuki comenzó a vestir un gakuran y a llevar una campana al ring para anunciarles, a la manera del comienzo de las clases en Japón.
A principios de 2007, Katsuo participó en el NEX-1 Tournament, un torneo celebrado entre estudiantes del Dojo, pero aunque venció a m.c.KZ. en la primera ronda, fue eliminado por Yamato Onodera en la segunda. De vuelta a sus tareas en Tozawa-juku, Ono comenzó a ganar peso y llegó a los 102 kilos, por lo que abandonó el uniforme del grupo y empezó a llevar mallas y botas plateadas, consiguiendo una inesperada popularidad. Ono promovió una serie de combates llamada Yuki Ono Rebirth Five Match Series contra luchadores como Anthony W. Mori, Magnitude Kishiwada, Genki Horiguchi y Shingo Takagi, y fue cómicamente derrotado por todos ellos. Cuando parecía que iba a obtener su primera victoria en la serie, en una lucha contra Super Shenlong, este causó una descalificación y Ono volvió a perder. Esto condujo a un nuevo combate entre ellos en el evento Stalker Ichikawa Bom-Ba-Ye 2, donde Ono apostó su pelo y Shenlong su máscara; finalmente Yuki se alzó con la victoria, desenmascarando a Shenlong. Ono siguió compitiendo con Tozawa-juku el resto del año, aunque en su haber no abundaron muchas victorias.
En 2008, Tozawa empezó a imitar a Ono y a ganar peso como él, y le propuso formar un equipo llamado Metabolic Brothers, pero este no tuvo demasiado éxito. Después de una lesión de Ono que le mantuvo un tiempo apartado del cuadrilátero, Tozawa anunció que abandonaba el dúo y que iba a empezar una dieta, y conminó a Ono a hacer lo mismo; pero éste se negó e hizo voto de engordar hasta los 170 kilos. Yuki dejó Tozawa-juku, y el 26 de agosto, anunció que abandonaba Dragon Gate. Nada más irse, un personaje llamado Cyber Kongcito, la versión en pequeño de Cyber Kong, apareció en Real Hazard, el grupo de Kong. Aunque su identidad era un secreto, su voz y su físico dejaban claro que se trataba de Ono. El 21 de diciembre, Cyber Kongcito intervino en una lucha de máscara contra cabellera entre Kong y Naoki Tanizaki, y por su culpa, Kong fue derrotado. Real Hazard llegó para protestar por el resultado, pero Cyber Kong les acalló y declaró que cumpliría la estipulación y se quitaría la máscara; pero no la suya, sino la de Cyber Kongcito. Ono fue asaltado, desenmascarado y expulsado del grupo. La última aparición de Yuki fue en una derrota contra m.c.KZ., tras lo que fue liberado de su contrato de Dragon Gate de veras.

### Michinoku Pro Wrestling (2012-2014)
El 14 de octubre, Katsuo debutó en Michinoku Pro Wrestling, haciendo equipo con Jinsei Shinzaki & Kinya Oyanagi. A partir de ese momento, Katsuo comenzó a luchar para MPW hasta su retiro.

## En lucha
- Movimientos finales
  - Katsuotoshi[1][2] (Samoan driver)
  - Isaribi[1][2] (Spinning fireman's carry cutter)
  - Metabolic Footstomp[1][2] (Diving double foot stomp)
  - Metabolic Drop[3] (Jumping seated senton)
  - Diving moonsault[1][2]

- Movimientos de firma
  - Chain Lariat[1][2] (Running lariat)
  - Cloverleaf[1]

## Campeonatos y logros
- Okinawa Pro Wrestling
  - MWF World Tag Team Championship (1 vez) - con Kijimuna